# Шрі-Ланка (острів)
Шрі-Ланка (санскр. श्री लङ्का, славна, благословенна земля) — острів в Індійському океані. Найбільший острів Демократичної Соціалістичної Республіки Шрі-Ланка.
Площа острова — 65 610 км². Найвища точка — гора Підуруталагала, 2524 м.
На північному заході Шрі-Ланка відокремлена від півострова Індостан Полкською протокою, затокою Полк і Манарською затокою. Раніше, до XV століття, острів з'єднувався з материком перешийком, однак після сильного землетрусу біля 1481 року перешийок «розпався» на ланцюг островів — Адамів Міст.
На півночі і сході острів омивається Бенгальською затокою.
До 1972 року офіційно називався Цейлон (від санскр. सिंहल द्वीप «Сінхала двіпа», острів сингалів).

## Річки

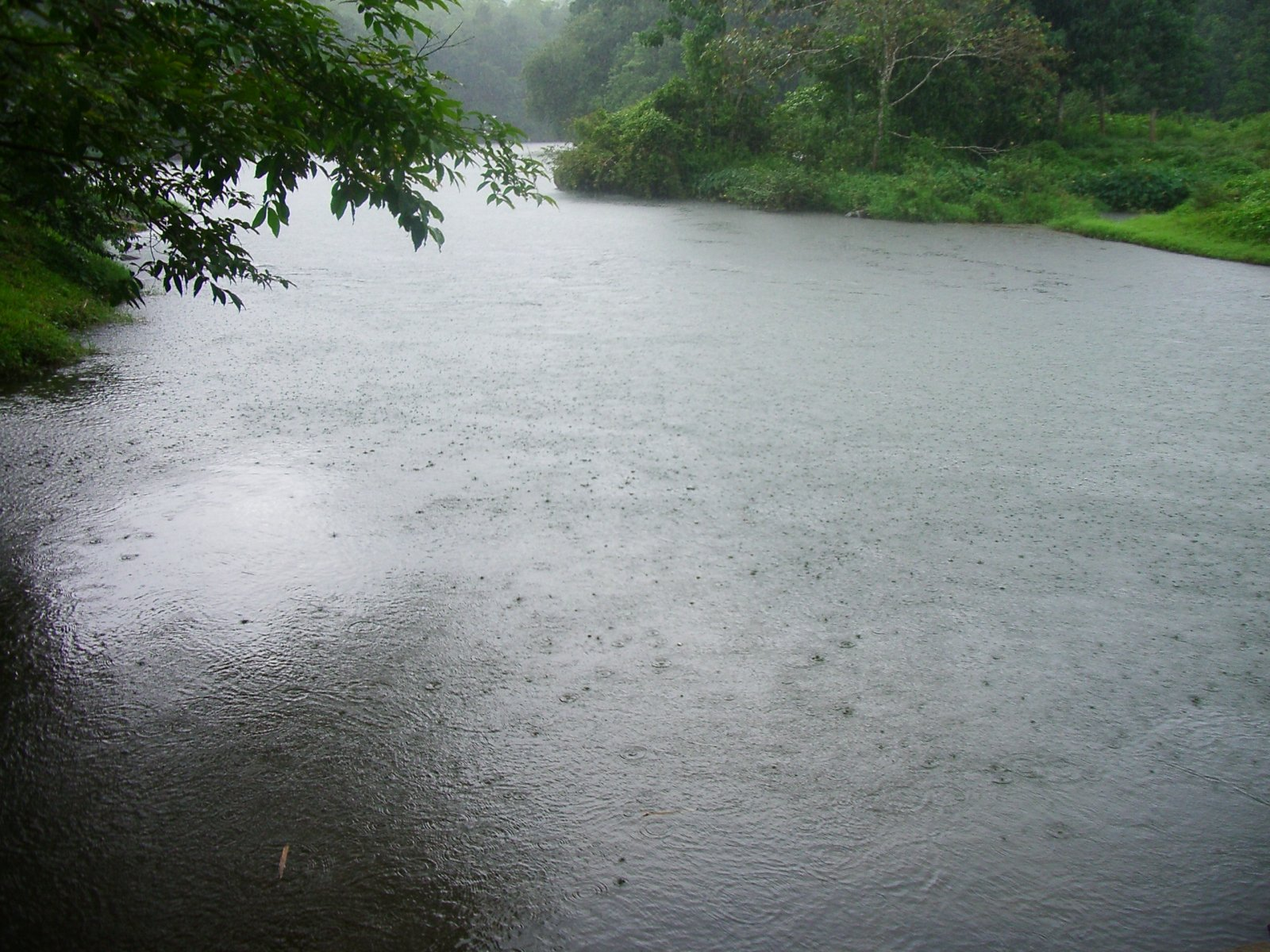

Найбільша річка острова — Махавелі-Ганга, що тече з центральної частини острова на північний схід, в Бенгальську затоку. Інші великі річки: Келані, Калу, Аруві-Ару.

## Затоки
Більшість заток острова розташовані на північно-східному і північному узбережжі, найбільша з яких, лагуна Джафна, закрита від Бенгальської затоки однойменним, також найбільшим на острові, півостровом.
Затоки від міста Путталам до міста Поттувіл: лагуна Путталам, затока Дуті, Португал, бухта Полк, лагуна Джафна, Коккілай, бухта Коддіаяр, лагуна Перія-Калапува, Карай-Калапу, Тандіаді-Калапу, Комарі-Калапу.

## Півострова і острова
Найбільшим півостровом Шрі-Ланки є Джафна, розташований на півночі.
Біля узбережжя Шрі-Ланки знаходиться безліч малих островів, в основному в Полкській протоці і Манарській затоці: Аналайтіву, Карайтіву, Веланай, Елувайтіву, Мандайтіву, Палетіву, Ерумайтіву, Каккатіву, Манар, Пулянтіву, Калліадітіву.

## Населення

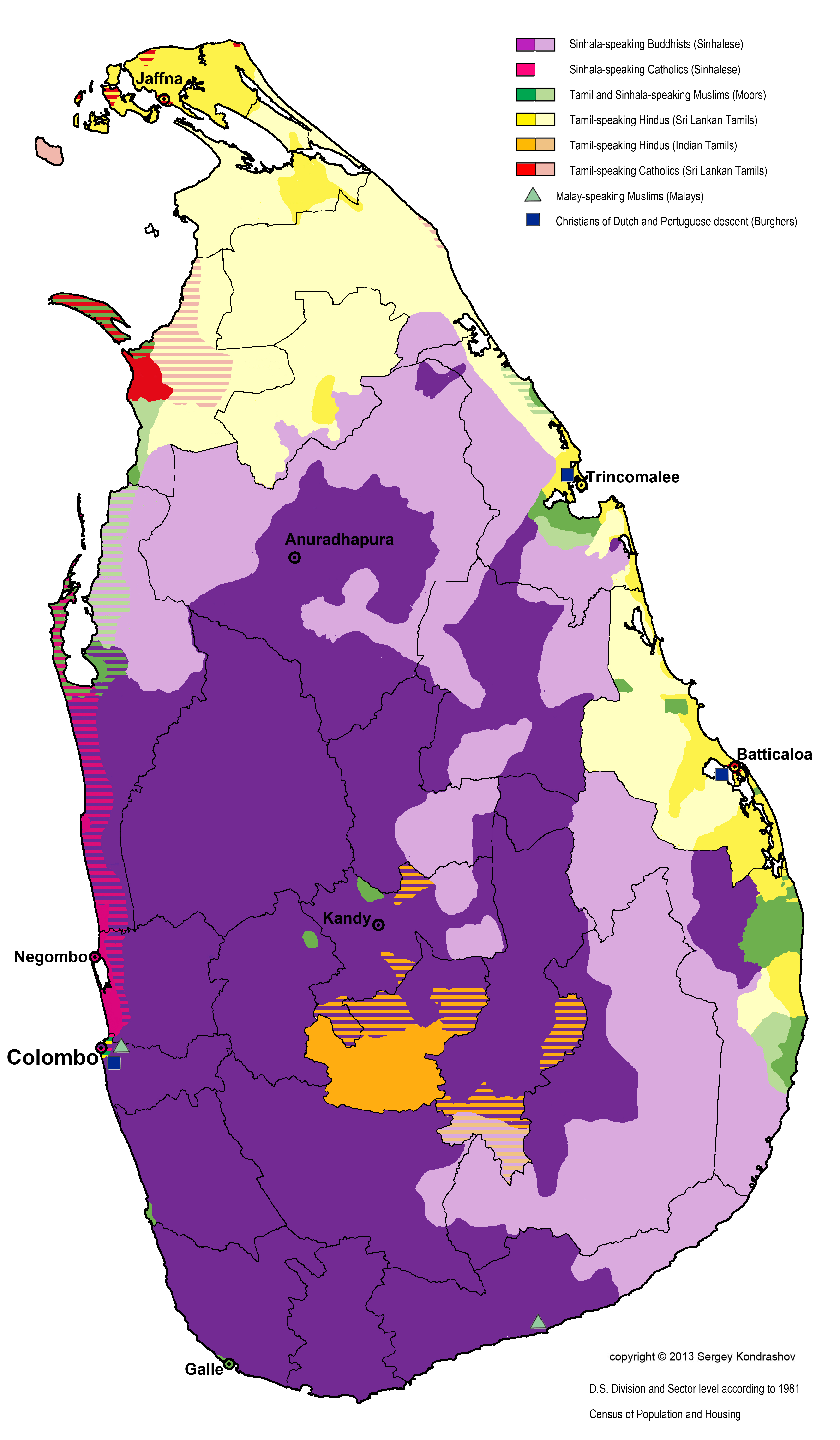
Географічний розподіл мовних і релігійних груп населення Шрі-Ланки згідно з даними перепису населення 1981 року

Чисельність населення — 20 277 597 осіб (2012).
Сингали складають 74,88 %, таміли — 11,2 % населення, головним чином у північних і східних районах. Проживають також ланкійські маври (ларакалла — нащадки арабів) — 9,2 %, бюргери (нащадки від змішаних шлюбів з європейцями) — близько 0,3 %, ведди (нащадки найдавнішого населення острова) — близько 1 тис. чол.
70,19 % населення (в основному сингали) сповідують буддизм (в основному Тхеравада), 12,61 % — індуїзм (таміли), 9,71 % — іслам, 7,45% — християнство.
82 % християн — католики, інші — англікани і інші протестанти.

## Топографічні карти
| Мадура C-44-В  | C-44-Б         |
| Коломбо B-44-А | Бадулла B-44-Б |